# Мейер, Эрик (политик)
Эрик Мейер (нидерл. Erik Meijer; род. 5 декабря 1944 г.) — нидерландский левый политик, бывший депутатом Европейского парламента от голландской Социалистической партии в 1999—2009 годах и членом Сената Нидерландов с июля 2014 года по июнь 2015 года. По профессии географ.

## Биография
Мейер, родившийся в 1944 году в Амстердаме, проживает в Роттердаме. Изучал социально-экономическую географию, диплом по которой получил в 1972 году. Работал учителем географии (в 1970-х) и государственным служащим (в 1980-х).
Политически активен с начала 1960-х годов, состоял в студенческих организациях, в 1961—1969 годах входил в руководство Социалистической молодёжи (SJ). В 1975 году был избран представителем Пацифистской социалистической партии (ПСП) в Городском совете Амстердама.
Внутри ПСП он возглавлял троцкистскую фракцию «Пролетарские левые», игравшую важную роль во внутрипартийных дискуссиях начала 1970-х годов. Однако когда в 1972 году эта группа откололась, чтобы сформировать самостоятельную партию (ставшую Международной коммунистической лигой, а ныне носящую название «Социалистическая альтернативная политика»), Мейер остался в ПСП, в которой занимал различные должности и был редактором партийного журнала.
С 1982 по 1995 год он был местным депутатом собрания провинции Южная Голландия, избранным по совместному списку «малых левых» (Пацифистской социалистической партии, Коммунистической партии Нидерландов и Политической партии радикалов). После объединения этих партий (а также Евангелической народной партии) в единую политическую силу — «Зелёные левые» — Мейер стал заместителем председателя новой партии и занимал эту должность до 1995 года.
В начале 1996 года Мейер перешёл из «Зелёных левых» в Социалистическую партию. В 1998 году он возглавил ячейку Соцпартии в Дельфсхавене, бедном районе Роттердама, одновременно работая над укреплением европейских контактов партии.
На выборах в Европарламент 1999 года Мейер завоевал для партии её первое место в Европейском парламенте. На европейских выборах 10 июня 2004 года электоральная поддержка Соцпартии увеличилась с 5 % до 7 %, что дало партии второй евродепутатский мандат (к Мейеру присоединилась Картика Лиотард).
В Европарламенте Соцпартия входит в группу «Европейские объединённые левые / Лево-зелёные Севера» (GUE-NGL), хоть и не является частью Партии европейских левых. При этом партия критикует ЕС как надгосударственный проект, слишком далёкий от народа и слишком тесно связанный с интересами транснациональных корпораций.
В Европейском парламенте он был заместителем Комитета по иностранным делам и членом делегации в Объединённом парламентском комитете ЕС-Хорватия. В Европарламенте он в основном занимался транспортом и туризмом. Его главным достижением считалась кампания против обязательных тендеров на общественный городской и региональный транспорт, за которую проголосовало большинство Европейского парламента в 2001 году. Бывший докладчиком Мейер представил компромисс, который оставлял правительствам возможность пользоваться собственным общественным транспортом, и был одобрен Европарламентом 10 мая 2007 года.
8 июля 2014 года он стал членом Сената Нидерландов, заменив Арджана Флигентарта. Срок его полномочий истёк 9 июня 2015 года.